# كورت براون
كورت براون (بالإنجليزية: Curt Brown)‏ هو لاعب كرة قاعدة أمريكي، ولد في 15 يناير 1960 في فورت لودرديل في الولايات المتحدة.

## وصلات خارجية
- كورت براون على موقعبيزبول رفرنس.كوم (الدوري الرئيسي) (الإنجليزية)
- كورت براون على موقعبيزبول رفرنس.كوم (الدوري الثانوي) (الإنجليزية)
- كورت براون على موقع مشجعي الرسوم البيانية (الإنجليزية)